# Isabel de Burgh (reina de Escocia)
Para su sobrina-nieta Isabel de Burgh, cuarta condesa del Ulster.
Isabel de Burgh (en inglés Elizabeth de Burgh, Dunfermline, Fife, h. 1289-27 de octubre de 1327) fue la segunda esposa de Roberto I de Escocia (Roberto Bruce).

## Biografía
Isabel era hija del poderoso Richard Óg de Burgh, II conde del Ulster y de su esposa Margarite de Burgh (m. 1304). Su padre era un amigo cercano del rey Eduardo I de Inglaterra.
Isabel probablemente conoció a Roberto Bruce en la corte inglesa, y se casaron en 1302 en Writtle, cerca de Chelmsford, Essex, Inglaterra. Roberto e Isabel fueron coronados como rey y reina de los escoceses en Scone el 27 de marzo de 1306. Esta coronación tuvo lugar en desafío a las pretensiones inglesas de tener soberanía sobre Escocia, y el nuevo rey envió a Isabel, con otros miembros de la familia, al castillo de Kildrummy por seguridad bajo la protección de su hermano Nigel (a veces conocido como Niall).
Tras la derrota de los escoceses en la batalla de Methven del 19 de junio de 1306, los ingleses sitiaron el castillo que tenía a este grupo real. El sitio finalmente consiguió tener éxito cuando los ingleses sobornaron a un herrero con «todo el oro que pudiera llevarse» para incendiar el almacén de grano. Los vencedores colgaron y decapitaron a Nigel Bruce, junto con todos los hombres del castillo. Aprisionaron a la hermana de Bruce María y a Isabella MacDuff, condesa de Buchan en jaulas de madera erigidas en las paredes de los castillos de Berwick y Roxburgo y enviaron a la hija de diez años de edad de Bruce, Marjorie Bruce a un convento. Debido al escaso deseo de Eduardo de enojar al conde del Ulster, Isabel quedó en arresto domiciliario en Inglaterra.
Fue retenida desde octubre de 1306 hasta julio de 1308 en Burstwick-in-Holderness, Yorkshire y luego transferida a Bisham Manor, Berkshire hasta marzo de 1312. Desde allí, fue trasladada al castillo de Windsor hasta octubre de 1312, abadía de Shaftesbury, Dorset hasta marzo de 1313, abadía de Barking, Essex hasta marzo de 1314 y al castillo de Rochester, Kent hasta junio de 1314. Tras la batalla de Bannockburn, fue trasladada a York mientras tenían lugar negociaciones para intercambio de prisioneros. En York, ella tuvo audiencia con el rey Eduardo II de Inglaterra. Finalmente, en noviembre de 1314, fue trasladada a Carlisle justo antes del intercambio y su regreso a Escocia.
Isabel dio a luz a dos hijos y dos hijas: Juan, Matilde, Margarita y David (el futuro rey David II de Escocia). Isabel murió el 27 de octubre de 1327 en el castillo de Cullen, Banffshire y está enterrada en Dunfermline. Su esposo murió 20 meses después.